# Иоанн (Реннето)
Митрополи́т Иоа́нн (фр. Métropolite Jean, в миру Жан Пьер Рене́ Марсе́ль Реннето́, фр. Jean Pierre René Marcel Renneteau; род. 13 ноября 1942, Бордо) — епископ Русской православной церкви, митрополит Дубнинский (с 14 сентября 2019 года), управляющий Архиепископией западноевропейских приходов; ранее управлял Западноевропейским экзархатом русских приходов Константинопольского патриархата с титулом «архиепископ Хариупольский» (2016—2018).
Тезоименитство — 26 сентября (9 октября) (апостола и евангелиста Иоанна Богослова).

## Биография

### Ранние годы и священническое служение
По собственному признанию: «Я всегда находился в духовном поиске. На меня очень повлияли труды Николая Бердяева: я обнаружил, что есть философские искания, которые не расходятся с исканиями духовными. Это позволило мне отойти от некоего пути, который был скорее атеистическим, и в котором не было единства искания философского и искания теологического. Благодаря этому философу я нашёл путь, где было возможно совмещение, единство этих двух вещей. Я заинтересовался личностью Николая Бердяева, узнал, что он принадлежит к Православию. И через это, а также благодаря моему другу, который очень интересовался историей философии и теологии, я смог приблизиться к Православной Церкви. В возрасте 22 лет я принял Православие».
В 1967 году поступил в Свято-Сергиевский православный богословский институт в Париже, который окончил в 1974 году. Был последователем архимандрита Софрония (Сахарова).
В 1973 году архиепископом Сиракузским Георгием (Тарасовым) был хиротонисан во диакона, а в 1974 году — во пресвитера.
В 1976 году был назначен настоятелем франкоязычного прихода храма святой великомученицы Екатерины в Шамбези в юрисдикции Швейцарской митрополии. Много лет вёл передачу «Православие» на французском телеканале France 2.
4 апреля 2011 года назначен секретарём Ассамблеи православных епископов Швейцарии.

### Епископ Западноевропейского экзархата Константинопольского патриархата
13 февраля 2015 года решением Священного синода Константинопольского патриархата был единогласно избран для рукоположения в сан титулярного епископа Хариопольского, викария Западноевропейского экзархата русских приходов. Решение было вынесено в обход устава архиепископии, требующего согласования с общим собранием архиепископии для избрания викарных епископов (ст. 33 устава архиепископии). По мнению Даниила Струве, «новоизбранный епископ Иоанн является одним из старейших клириков, связанных с движением за французское православие, и его назначение Синодом Константинопольской церкви можно рассматривать как запоздалое признание местного укоренения Русского Экзархата, изначально созданного для окормления русских эмигрантов в начале 20-х годов прошлого века. Это назначение является также со стороны Константинопольского Синода знаком поддержки Русскому Экзархату, дальнейшее существование которого было поставлено под вопрос в смутные месяцы местоблюстительства митрополита Эммануила».
3 марта 2015 года в Георгиевском соборе на Фанаре в Стамбуле состоялся чин наречения во епископа, который возглавил патриарх Константинопольский Варфоломей.
15 марта 2015 года в храме апостола Павла в Центре Константинопольского патриархата в Шамбези был хиротонисан в сан епископа Хариопольского. Хиротонию совершили: митрополит Швейцарский Иеремия (Каллийоргис), архиепископ Телмисский Иов (Геча) и епископ Лампсакский Макарий (Павлидис).
28 ноября 2015 года решением Священного синода Константинопольского патриархата назначен временно исполнять обязанности главы Западноевропейского экзархата русских приходов вместо переведённого на другую должность архиепископа Иова (Гечи).
1 марта 2016 года Советом Архиепископии русских православных приходов в Западной Европе наряду с иеромонахом Порфирием (Плантом) избран кандидатом на замещение архиепископской кафедры. В соответствии с уставом и томосом, которым следует архиепископия, эти кандидаты были представлены на одобрение Священного синода Константинопольского патриархата. 28 марта 2016 года на внеочередном общем собрании Архиепископии русских православных церквей в Западной Европе избран новым главой архиепископии, получив 150 голосов из 182. 20 апреля 2016 года решением Священного синода Константинопольской православной церкви возведён в сан архиепископа и назначен патриаршим экзархом русских православных приходов в Западной Европе. 26 мая 2016 года в Александро-Невском соборе в Париже состоялась интронизация архиепископа Иоанна, в которой приняли участие митрополит Галльский Эммануил (Адамакис), архиепископ Женевский и Западно-Европейский Михаил (Донсков) (РПЦЗ), епископ Нямецкий Марк (Альрик) (Румынский патриархат), епископ Ригийский Ириней (Аврамидис), епископ Троадский Петр (Бозинис). За богослужением присутствовали представители Римско-католической церкви, Украинской греко-католической церкви, представителей гражданских властей.
2 мая 2017 года указом президента Франции был награждён национальным орденом «За заслуги». Церемонии награждения состоялось 9 февраля 2018 года в Национальном музее Почётного легиона.

### После решения Константинопольского патриархата об упразднении экзархата
27 ноября 2018 года Священный синод Константинопольского патриархата принял решение отменить собственный томос 1999 года, наделявший возглавляемую архиепископом Иоанном структуру статусом экзархата. Как отмечается на официальном сайте бывшего экзархата, это решение «никоим образом не было запрошено Архиепископией», а её глава архиепископ Иоанн (Реннето) «не был предварительно проконсультирован об этом решении» и узнал о нём из личной беседы с патриархом Варфоломеем. Архиепископ Иоанн заявил, что не признаёт этого решения, и объявил о намерении продолжить руководство экзархатом, несмотря на решение Синода. В изданном по этому случаю документе отмечается, что по причине своего неожиданного характера решение Синода Константинопольского Патриархата требует «глубокого размышления», и для того, чтобы ответить на это решение, главе экзархата нужно посоветоваться с духовенством и мирянами. С этой целью архиепископ Иоанн пригласил священнослужителей экзархата на пастырское собрание 15 декабря 2018 года, по итогам которого объявлено о проведении 23 февраля 2019 года в Париже Внеочередного общего собрания Правящего епархиального объединения православных русских ассоциаций в Западной Европе (фр. Union Directrice Diocésaine des Associations Orthodoxes Russes en Europe Occidentale) с участием клириков и делегатов от мирян, и повесткой дня: «Обсуждение решения Вселенского Патриархата о „реорганизации статуса экзархата“».
23 февраля 2019 года на чрезвычайном Общем собрании архиепископии, которое большинством голосов (93 %) проголосовало против роспуска архиепископии и за сохранение её как единой церковной структуры, объявил делегатам, что уже ведёт переговоры с Московской патриархией о условиях вхождения архиепископии в юрисдикцию Московского патриархата.
В июне 2019 года факт его, совместно с протоиереями Иоанном Гейтом и Феодором ван дер Воортом, очередной встречи для переговоров c представителями Московского патриархата в Вене был подтверждён «Независимой газете» обеими сторонами переговорного процесса. Московский патриархат представляли патриарший экзарх Западной Европы митрополит Корсунский и Западноевропейский Антоний (Севрюк), заместитель управляющего делами МП епископ Зеленоградский Савва (Тутунов) и заместитель председателя отдела внешних церковных связей МП протоиерей Николай Балашов; стороны имели три встречи: 28 января в Париже, 5 апреля в Москве и 21 июня в Вене. По сообщениям в СМИ, высказывался в том смысле, что в случае, если патриарх Варфоломей запретит его в служении, — один перейдёт в Московский патриархат.

### Отпуск из Константинопольского патриархата и принятие в юрисдикцию Русской церкви
Синод Константинопольского патриархата на своих заседаниях 29—30 августа 2019 года принял решение «предоставить канонический отпуск от юрисдикции Пресвятого Вселенского, Апостольского и Патриаршего престола» архиепископу Хариуполисскому Иоанну (Реннето) «в его личном качестве и исключительно для него, в результате чего он освобожден от заботы о приходах русской традиции в Западной Европе». «Ответственность за общины бывшего экзархата во Франции передана в полном объеме местному архипастырю митрополиту Эммануилу, который с пастырской чувствительностью позаботится об их последующей деятельности», а настоятелем собора Святого Александра Невского в Париже был назначен протоиерей Алексий Струве. О решении Синода архиепископ Иоанн был извещён письмом патриарха Варфоломея от 30 августа.
Коммюнике епархиального управления, опубликованное на официальном сайте Архиепископии 3 сентября 2019 года, извещало: «Владыка Иоанн сообщил, что он не ходатайствовал о таком отпуске, и направил в Патриархию просьбу о разъяснении. Между тем, архиепископ Иоанн подтверждает, что чрезвычайное общее собрание состоится обычным порядком 7 сентября, как и предусматривалось».
Назначенный Константинопольским патриархом управляющим приходами бывшей архиепископии митрополит Галльский Эммануил (Адамакис) циркулярным письмом от 4 сентября 2019 года извещал, что собрание, назначенное на 7 сентября, если оно состоится, не может иметь никаких полномочий для принятия решений.
7 сентября в Париже собралось 186 делегатов, вместо 246 имевших право голоса. Из них за переход в Московский патриархат проголосовали 104 участника, против — 75. Ещё семь бюллетеней оказались испорченными. В итоге, хотя большинство собравшихся высказались за присоединение к Московскому Патриархату, число поданных голосов оказалось ниже кворума в 117 голосов, так как порог в 2/3 голосов прописан в уставе архиепископии.
14 сентября 2019 года направил патриарху Московскому Кириллу обращение, в котором сообщил о том, что в ходе внеочередного собрания архиепископии большинство голосующих, клирики и миряне, «высказались в поддержку проекта канонического присоединения к Московскому Патриархату разработанного на заседаниях совместной комиссии», которая работала на протяжении 2019 года. В том же письме просил принять его вместе с общинами, соответствующими большинству голосовавших на собрании, «в каноническое общение и единство с Московским Патриархатом для обеспечения непрерывности церковной, литургической и таинственной жизни Архиепископии западноевропейских приходов русской традиции». В тот же день архиепископ Иоанн опубликовал обращение, в котором обосновал своё решение тем, что, что устав архиепископии регулирует такие вопросы, как финансы, избрание епископов, общие собрания, но не вопросы пастырского служения и канонического покровительства: «Мы не можем дать юридический ответ на пастырский вопрос».
В тот же день Священный синод Русской православной церкви, обсудив его прошение, постановил принять его в юрисдикцию Московского патриархата с титулом «Дубнинский», а также всех клириков и приходы под его руководством, которые выразят такое желание, поручить ему управление таковыми приходами. Было оговорено «По получении обращения от собрания представителей приходов иметь дополнительное суждение для определения канонической формы их организации, исходя из исторически сложившихся особенностей епархиального и приходского управления, а также богослужебных и пастырских традиций, установленных митрополитом Евлогием с учётом условий существования возглавляемого им церковного удела в Западной Европе». При этом, несмотря на подмосковный титул, архиепископ Иоанн не становился викарным епископом Московской епархии.
В тот же день состоялся телефонный разговор патриарха Кирилла и архиепископа Иоанна, в ходе которого патриарх проинформировал Иоанна о решении Священного синода РПЦ и «выразил радость в связи с произошедшим историческим событием, поздравил архиепископа Иоанна и поблагодарил его за мудрое руководство паствой».

### В юрисдикции Московского патриархата

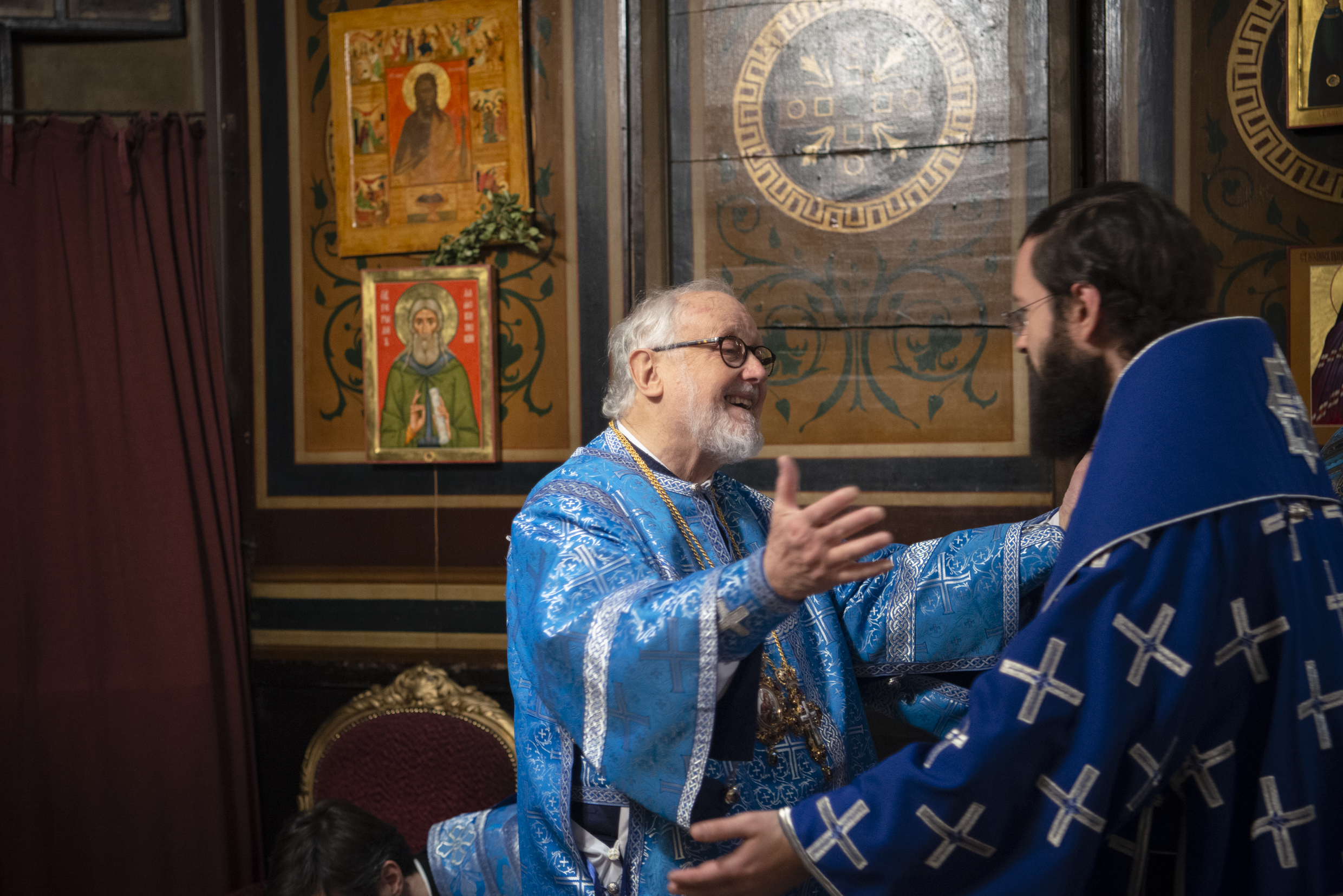
Митрополит Иоанн (Реннето) приветствует митрополита Антония (Севрюка), управляющего Патриаршим экзархатом в Западной Европе. 6 декабря 2019 года

15 сентября по приходам архиепископии было разослано электронное письмо, датированное 14 сентября с подписью семи членов Совета архиепископии (один из полномочных органов управления архиепископии, согласно её уставу), которое заявляло, что, поскольку архиепископ Иоанн, перейдя в Московский патриархат, теперь «не в состоянии канонически продолжать совершать евхаристию в общении с Константинопольским Вселенским патриархатом», то, «Совет архиепископа констатировал его полную неспособность возглавить архиепископство и поэтому направил официальный запрос его святейшеству Константинопольскому Вселенскому патриарху Варфоломею, официально попросив его назначить местоблюстителя». По мнению авторов письма, «приходы и клирики, желающие войти в одну из семи митрополий Вселенского патриархата, на территориях которых расположены приходы архиепископства, могут обратиться с просьбой об этом к митрополиту Франции Эммануилу» или же пополнить ряды Румынской православной церкви. В письме говорилось, что написать заявление об уходе необходимо и духовенству, которое сочло нужным последовать за архиепископом Иоанном. При этом в тексте особо подчёркивалось, что архиепископия как юридическое лицо остаётся в юрисдикции Константинопольского патриархата. Подписавшие письмо члены Совета архиепископии, по утверждению Иоанна Реннето, не информировали о своих действиях ни председателя Совета архиепископии, коим, по мнению архиепископа Иоанна, он продолжал быть, ни вице-председателя, ни секретаря.
15 сентября архиепископ Дубнинский Иоанн возглавил литургию в Александро-Невском соборе в Париже, за которой впервые поминал патриарха Московского и всея Руси. В пастырском послании от 17 сентября 2019 года, оспаривая правомочность действий некоторых членов Совета архиепископии, которые обратились к Константинопольскому патриарху с просьбой о назначении местоблюстителя ввиду его (Иоанна) непринадлежности к епископату Константинопольской православной церкви, заявил: «В наших уставах действительно упоминается каноническая привязанность к Константинопольскому Патриархату. Но мы порвали с этим патриархатом», утверждая, что чрезвычайные общие собрания, проведённые 23 февраля и 7 сентября 2019 года, «сделали устаревшим ссылку на Вселенский Патриархат в наших уставах»).
28 сентября того же года в соборе Святого Александра Невского под председательством архиепископа Иоанна прошло пастырское собрание, которое, согласно коммюнике, «в своём подавляющем большинстве подтвердило с одобрительным голосованием решение Архиепископа Иоанна просить каноническую привязанность к Московскому Патриархату». По словам протоиерея Живко Панева, участвовавшего в пастырском собрании, «51 клирик, присутствовавший на встрече, а также 37 священнослужителей, которые по разным причинам не смогли приехать на собрание, подтвердили свою полную поддержку архиепископу Иоанну и согласились уйти в каноническую юрисдикцию Московского патриархата». При этом архидиакон Всеволод Борзаковский, ранее подписавший письмо семи членов Совета археиепископии, провозгласил многая лета патриарху Кириллу.
2 октября извещал, что созвал Совет архиепископии на 21 октября, «чтобы рассмотреть решение Священного Синода Московского Патриархата, которое мы ожидаем 8 октября, и начать подготовку к следующей Очередная Генеральной Ассамблее»; призвал те приходы, которые решили или собираются присоединиться к Галльской митрополии, и тех, кто присоединятся к Фиатирской митрополии, пересмотреть свою позицию.
3 ноября 2019 года патриарх Московский и всея Руси Кирилл в храме Христа Спасителя передал главе архиепископии западноевропейских приходов русской традиции архиепископу Иоанну Патриаршую и Синодальную грамоту о восстановлении единства архиепископии (Русского экзархата) с Русской православной церковью. Сразу после передачи грамоты Иоанн возведён в сан митрополита.
В Патриаршем указе говорилось: «Во внимание к твердому стоянию в канонической истине и к пастырским трудам, приведшим к восстановлению церковного единства с Матерью — Русской Православной Церковью западноевропейского церковного удела, основанного в 1921 году под руководством митрополита Евлогия (Георгиевского), Вы удостаиваетесь сана митрополита при сохранении за Вами также традиционного литургического поминовения: „Господина нашего, Высокопреосвященнейшего митрополита Дубнинского Иоанна, архиепископа западноевропейских приходов русской традиции“».
24 января 2020 года в Свято-Сергиевом институте после Божественной литургии состоялось очередное общее собрание Архиепископии приходов русской традиции в Западной Европе под председательством митрополита Иоанна. На открытии ассамблеи присутствовали 113 из 182 делегатов, а затем их количество увеличилось до 133, что было значительно выше кворума — 91 делегат. Ассамблея проголосовала за обновление членов Совета архиепископии и избрала членов различных комитетов. Кроме того, новым голосованием собрание избрало двух викарных епископов: архимандрита Свято-Силуанского монастыря Симеона (Коссека) и иеромонаха Елисея (Жермена). На следующий день Чрезвычайная генеральная ассамблея большинством голосов одобрила необходимые изменения устава для приведения их в соответствие с «грамотой», вручённой митрополиту Иоанну патриархом Московским Кириллом 3 ноября 2019 года. 27 июня того же года митрополит Иоанн возглавил епископскую хиротонию архимандрита Симеона (Коссека), а 28 июня — архимандрита Елисея (Жермена). 4 декабря 2020 года через подписание коммюнике о прекращении конфликтной ситуации Архиепископия и те, кто решили остаться в Константинопольском патриархате, декларировали отсутствие претензий друг к другу.
21-23 августа 2021 года принял в клир Архиепископии 7 священников и 2 диакона, ранее служивших в РПЦЗ в Великобритании, однако 10 февраля 2022 года отменил данное решение.

## Награды
- национальный орден Франции «За заслуги» (2 мая 2017)
- Орден Преподобного Серафима Саровского I степени (13 ноября 2022) — во внимание к усердному архипастырскому служению и в связи с 80-летием со дня рождения[63]

## Публикации
книги
- Le Thème de la lumière dans le judaïsme, le christianisme et l’Islam. Berg International, Paris 1976.
- La lumière dans le christianisme. Éd. du Félin, Paris 1989, ISBN 2-86645-050-7.

интервью
- митрополит Минский Филарет. Interview accorée à l’archimandrite Jean (Renneteau), responsable pour les emissions orthodoxes de TF 1 [Интервью с руководителем передач первой программы французского телевидения архим. Иоанном (Реннето)] // Вестник Русского Западно-Европейского Патриаршего Экзархата. М., 1981. — № 105—108. — С. 11-14.
- Иван Кононович. Женева Православная // Ступени : журнал. — 2010. — № 1 (37).
- Entretien avec Mgr Jean de Charioupolis // orthodoxie.com, 5 octobre 2016
- Ксения Гулиа Парижский архиепископ о перспективе перехода к РПЦ: «Идеальных церквей нет» // RFI, 24-02-2019
- Новый день. эксклюзив. митрополит Дубнинский Иоанн // «Спас», 5 ноября 2019
- Митрополит Дубнинский Иоанн (Реннето): о митрополите Филарете, собственном пути к Богу и жизни после воссоединения с Московским Патриархатом // sobor.by 24 марта 2020
- «Путь к православию. Архиепископия приходов русской традиции в Западной Европе». Митрополит Дубнинский Иоанн // Радио Вера, 26.01.2022